# Filodes costivitralis
Filodes costivitralis is een vlinder uit de familie van de grasmotten (Crambidae), uit de onderfamilie van de Spilomelinae. De wetenschappelijke naam van deze soort is voor het eerst voorgesteld door Achille Guenée in een publicatie uit 1862.
De soort komt voor in Ghana, Congo-Kinshasa, Oeganda, Kenia, Tanzania, Zambia, Malawi, Mozambique, Botswana, Zimbabwe, Zuid-Afrika, de Comoren, Madagaskar, Réunion en Mauritius.